# کاتا جوتا
کاتا جوتا (به انگلیسی: Kata Tjuta) یک کوه در استرالیا است که در قلمرو شمالی (استرالیا) واقع شده‌است. کاتا جوتا ۱٬۰۶۶ متر بالاتر از سطح دریا واقع شده‌است.